# Штеренбах, Владимир Шапсович
Влади́мир Ша́псович Ште́ренбах (19 февраля 1947, Кинель, Куйбышевская область — 4 января 2015, Уфа) — российский певец, заслуженный артист Республики Башкортостан (2003).

## Биография
В 1972—2014 гг. работал в Государственной академической хоровой капелле Республики Башкортостан, в том числе инспектором капеллы, концертмейстером группы басов (1982—2014).
В составе капеллы гастролировал по России, выступал на хоровых конкурсах, Днях литературы и искусств Республики Башкортостан в Якутске, Чебоксарах, Казани, Москве.

## Награды и признание
- Почётные грамоты Министерства культуры Республики Башкортостан, Башкирской государственной филармонии
- Заслуженный артист Республики Башкортостан (2003)[1]